# City Heat
City Heat är en amerikansk actionkomedifilm från 1984 med Clint Eastwood och Burt Reynolds i huvudrollerna.
Filmen släpptes i Nordamerika i december 1984. Idén att sätta Clint Eastwood och Burt Reynolds i en actionkomedi som utspelar sig under förbudstiden verkade ge filmen potential att bli en hit. Filmen floppade dock och den drog bara in 38 300 000 dollar.
Kontroverser om Reynolds hälsa startade när han blev slagen i ansiktet med en metallstol under en inspelning av en slagsmålsscen. Han bröt käken och fick gå på en flytande diet, vilket gjorde att han förlorade över 13 kg i vikt. Detta skapade massiva rubriker i kvällstidningarna som trodde att han hade AIDS.

## Handling
Filmen utspelar sig i Kansas City år 1933. Eastwood spelar Lieutenant Speer en polisman som bara är känd vid sitt efternamn. Reynolds spelar Mike Murphy, en fd polis som har blivit privatdetektiv. Speer och Murphy arbetade en gång tillsammans och var goda vänner men nu tål de inte ens att se varandra.

## Rollista i urval
- Clint Eastwood som Lieutenant Speer
- Burt Reynolds som Mike Murphy, privatdetektiv
- Jane Alexander som Addy
- Madeline Kahn som Caroline Howley
- Rip Torn som Primo Pitt
- Irene Cara som Ginny Lee
- Richard Roundtree som Diehl Swift, privatdetektiv
- Tony Lo Bianco som Leon Coll
- William Sanderson som Lonnie Ash
- Nicholas Worth som Troy Roker
- Robert Davi som Nino
- Jack Nance som Aram Strossell, bookkeepern

## Övrigt
- Blake Edwards var från början tänkt som regissör men han fick tidigt sparken och ersattes av Richard Benjamin. Han fortsatte dock som manusförfattare under pseudonymen Sam O. Brown (initialerna S.O.B. är en referens till en av hans tidigare filmer).
- Clint Eastwood är en av pianisterna som hörs på filmens jazz-orienterade soundtrack.